# Niccolò Conti di Segni
 Niccolò Conti di Segni (né à Rome, Italie, et mort le 27 décembre 1239) est un cardinal italien de l'Église catholique du XIIIe siècle, nommé par le pape Grégoire IX.

## Biographie
Di Segni est auditeur à la rote romaine et chanoine de la basilique Saint-Pierre. Le pape Grégoire IX le crée cardinal lors du consistoire de décembre 1228. Le cardinal di Sengi est légat en Arménie.